# Henri Watrigant
Henri Watrigant, né en 1845 à Lille (France) et décédé en 1926 à Enghien (Belgique) est un prêtre jésuite français. Il fut un expert des Exercices Spirituels de saint Ignace.

## Biographie
Henri Watrigant est né dans une famille catholique du nord de la France. Après son entrée dans la Compagnie de Jésus et sa formation jésuite achevée il est chargé dans les années 1880 de promouvoir les Exercices Spirituels, et de les donner au plus grand nombre. Pour cela il participe à la fondation dans la région de Lille (Château Blanc sur la commune de Wasquehal) et d'Amiens à la création de centres spirituels pouvant accueillir tout type de public. Ces centres seront un succès. Entrepreneurs, ouvriers, prêtres par centaines viendront y faire des retraites spirituelles.
À partir de 1906 Henri Watrigant se lance par ailleurs dans la publication de la Bibliothèque des Exercices, une collection de sources, d'études, de témoignages sur les Exercices. 